# Biała Kolonia (Lubliniec)
Biała Kolonia – dzielnica Lublińca znajdująca się w południowo-wschodniej części miasta. Dominuje w niej zabudowa jednorodzinna. Graniczy z dzielnicami: Wesołą (od strony zachodniej), Starą Kolonią (od strony północnej) oraz częściowo z Droniowiczkami (od strony północno-wschodniej) i ze Śródmieściem (od strony północnej).